# Ian Hogg
Cet article concerne le footballeur. Pour l'acteur, voir Ian Hogg (acteur).
Pour les articles homonymes, voir Hogg.
Ian Campbell Hogg, né le 15 décembre 1989 à Auckland, est un footballeur international néo-zélandais. Il joue actuellement avec les Wellington Phoenix.

## Carrière
Hogg est formé au Central United. Néanmoins, il joue ses premiers matchs en professionnel avec le Hawke's Bay United, club jeune, fondé en 2004. Sélectionné pour les Jeux olympiques d'été de 2008, il joue les trois matchs de son équipe comme titulaire. Cependant, les néo-zélandais sont éliminés dès le premier tour. Après un rapide passage par le Waitakere United, il revient à Hawke's Bay pour le reste de la saison 2009. 
Hogg rejoint Auckland City peu de temps après et dispute la Coupe du monde des clubs 2009. Il remporte, à deux reprises, la Ligue des champions de l'OFC. Le 24 février 2012, il joue son premier match avec la sélection néo-zélandaise, contre le Salvador, et inscrit même un but.
Retenu pour la Coupe d'Océanie 2012, Hogg ne joue que deux matchs. La Nouvelle-Zélande rate le coche et prend seulement la troisième place. Après sa participation aux Jeux olympiques d'été 2012, il signe avec les Timbers de Portland, en Major League Soccer, mais est libéré trois mois plus tard sans avoir disputé le moindre match. En janvier 2013, il signe avec les Wellington Phoenix mais il n'y reste que peu de temps, et sans vraiment réussir à se démarquer. Hogg décide de retourner au Waitakere United après seulement six matchs joués avec Wallington.

## Palmarès
- Vainqueur de la Ligue des champions de l'OFC en 2011 et 2012 (avec Auckland City)
- Troisième place à la Coupe d'Océanie 2012